# Mika Yamamoto
Mika Yamamoto (jap. 山本 美香, Yamamoto Mika; * 26. Mai 1967 in Tsuru, Präfektur Yamanashi; † 20. August 2012 in Aleppo, Syrien) war eine japanische Journalistin.
Nach ihrem Abschluss an der Geisteswissenschaftlichen Hochschule Tsuru begann Yamamoto Mitte der 1990er Jahre für die japanische Presse zu arbeiten. Sie berichtete jahrelang vor allem aus Krisengebieten, wie Afghanistan oder dem Irak. Für ihre Arbeit – insbesondere im Irak – erhielt sie 2003 den Vaughn-Ueda-kinen kokusaikisha-shō (etwa „Vaughn-Ueda-Gedenkpreis für Auslandsjournalisten“, engl. Vaughn Uyeda Memorial Prize) der Nihon Shimbun Kyōkai (etwa „Japanischer Zeitungsverband“, engl. Japanese Newspaper Publishers and Editors Association).
Yamamoto starb an einer Schussverletzung, die sie erlitt, als sie während ihrer journalistischen Arbeit über den Bürgerkrieg in Syrien zwischen Aufständische und Regierungstruppen geriet.